# Catolaccus pallipes
Catolaccus pallipes är en stekelart som beskrevs av William Harris Ashmead 1894. Catolaccus pallipes ingår i släktet Catolaccus och familjen puppglanssteklar. Inga underarter finns listade.